# 克里斯·麦克尼利
克里斯托弗·麦克尼利（英語：Christopher McNealy，1961年7月15日—），美国NBA联盟前职业篮球运动员。他在1983年的NBA选秀中第2轮第38顺位被堪萨斯城国王选中。